# Jackie Mitchell
Virne Beatrice Mitchell Gilbert, (Chattanooga, Tennessee, 29 de agosto de 1912-Fort Oglethorpe, Georgia, 7 de enero de 1987) conocida como Jackie Mitchell, fue una deportista y beisbolista estadounidense. Fue una de las primeras mujeres lanzadoras profesionales en la historia del béisbol. 
Su infancia transcurrió en visitas al campo de béisbol, prácticas y perfeccionamiento de lanzamientos, cuando tenía 17 años, jugaba para un equipo de béisbol femenil en Tennessee. El 28 de marzo de 1931 Jackie Mitchell firmó el contrato para formar parte del equipo de Engel, el mismo que la convirtió en la primera mujer pitcher en el béisbol profesional del siglo XX. Fue conocida porque ponchó a Babe Ruth y Lou Gehrig en un mismo partido ante los New York Yankees en 1931.
Jackie continuó jugando hasta su retiro en 1937. 
Sus proezas fueron parte de la nueva serie Historias Asombrosas del Deporte ("Amazing Sports Stories").